# 田氏鳄属
田氏鳄属（Tienosuchus），是一种已灭绝长吻鳄科動物，生活于始新世的中国湖南。
模式种是湘阳田氏鳄（Tienosuchus hsiangi），跟近亲胸甲鳄（Thoracosaurus）没有半点关系。